# サン・ミゲル・デ・エスカラーダ修道院

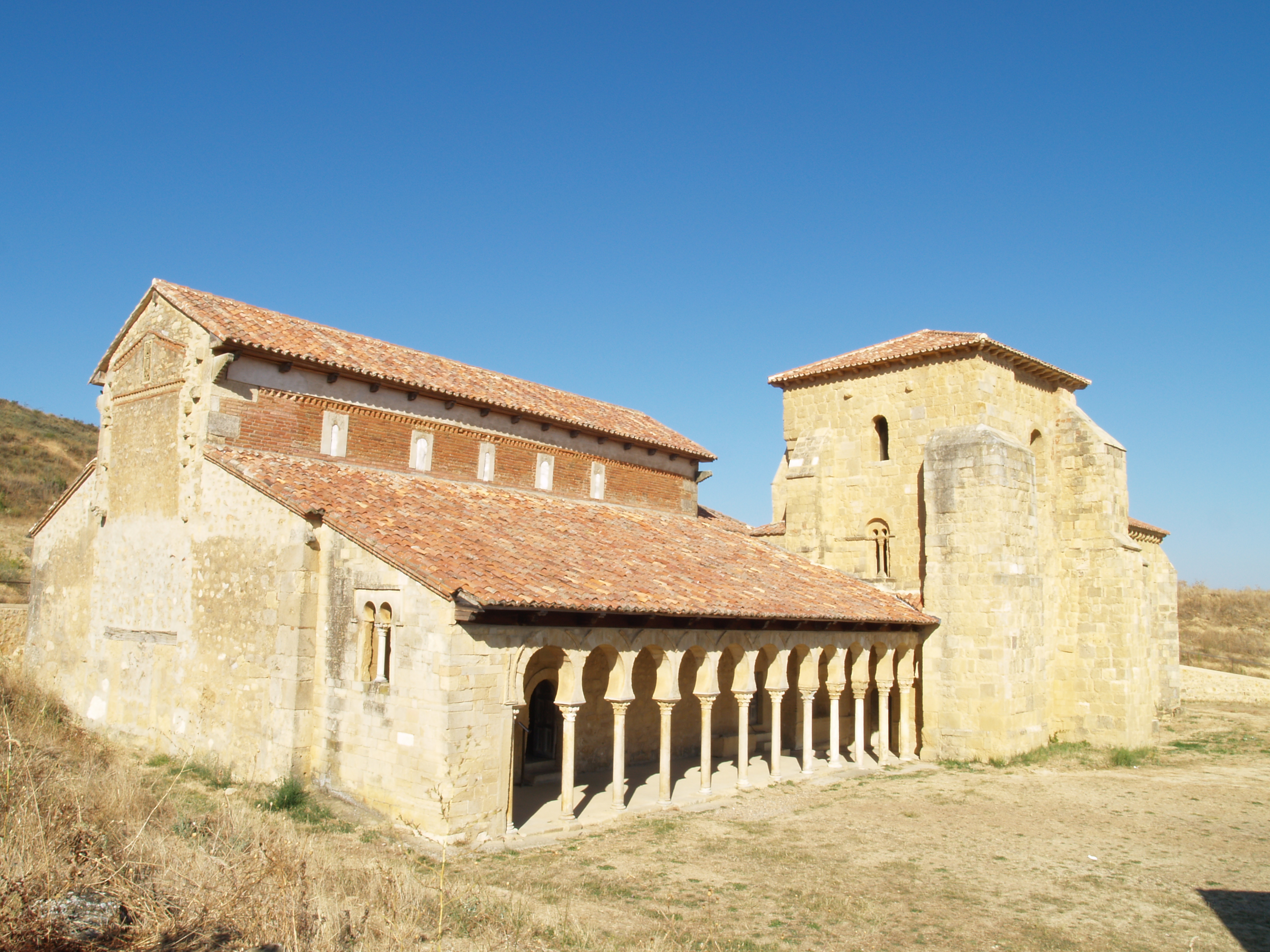
サン・ミゲル・デ・エスカラーダ旧修道院

サン・ミゲル・デ・エスカラーダ修道院 （スペイン語: Monasterio de San Miguel de Escalada）はスペインのレオン県に教会堂と鐘楼のみが現存する旧修道院。教会堂の建設は913年でプレロマネスクに分類され、モサラベ様式を見せる。レオンの南東9キロメートル、道のりで30キロメートルほどに位置し、農地の只中にぽつねんと建っている。

## 歴史
元々何らかの建築物があった場所に、基礎の一部を流用して建設された。教会堂に残る銘文によれば、かつてここに存在したのは聖ミカエル（サン・ミゲル）の教会堂で、廃墟になっていたのをコルドバから来た修道院長アルフォンソが再建したとされ、手狭であったために913年に新教会を建てたとのこと。ちなみに基礎となった聖ミカエルの教会堂は西ゴート時代のものであり、これを修道士に託したのはアルフォンソ3世であった。工事は後陣から着手され、身廊と側廊、そして南側に張り出したポルチコの順に進められた。『ヨハネ黙示録註解』の『ベアト本（776年）』の10世紀写本で、同時期のレオンの『960年聖書』と並んでモサラベ・ミニアチュールの双璧と評される『サン・ミゲル本』は、エスカラーダの修道士マイウス（Maius、マギウス、マヒオ）によって製作された。
その後、ヒシャーム2世の宰相アル・マンソール（マンスール、ムハンマド・イブン・アビー・アーミル）が率いた軍勢による襲撃を受け修道院は損傷したが、1050年に復興し、南東に祭室つきの鐘楼を増設した。現在も残る教会堂と鐘楼は、この時期に定まった姿のままである。木造の天井は15世紀に架け直されている。1886年に国の史跡として認定された。

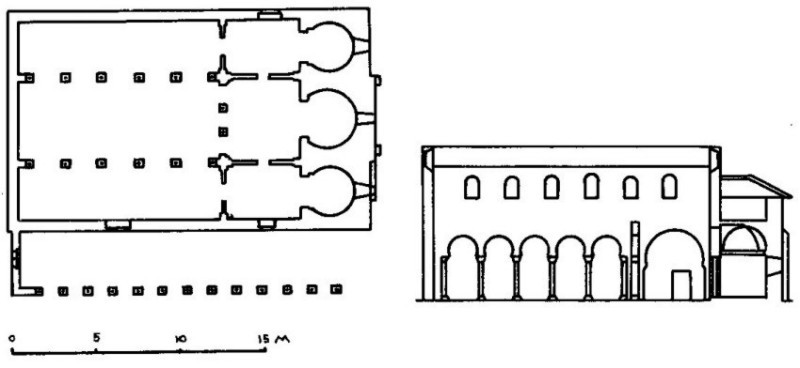
プラン

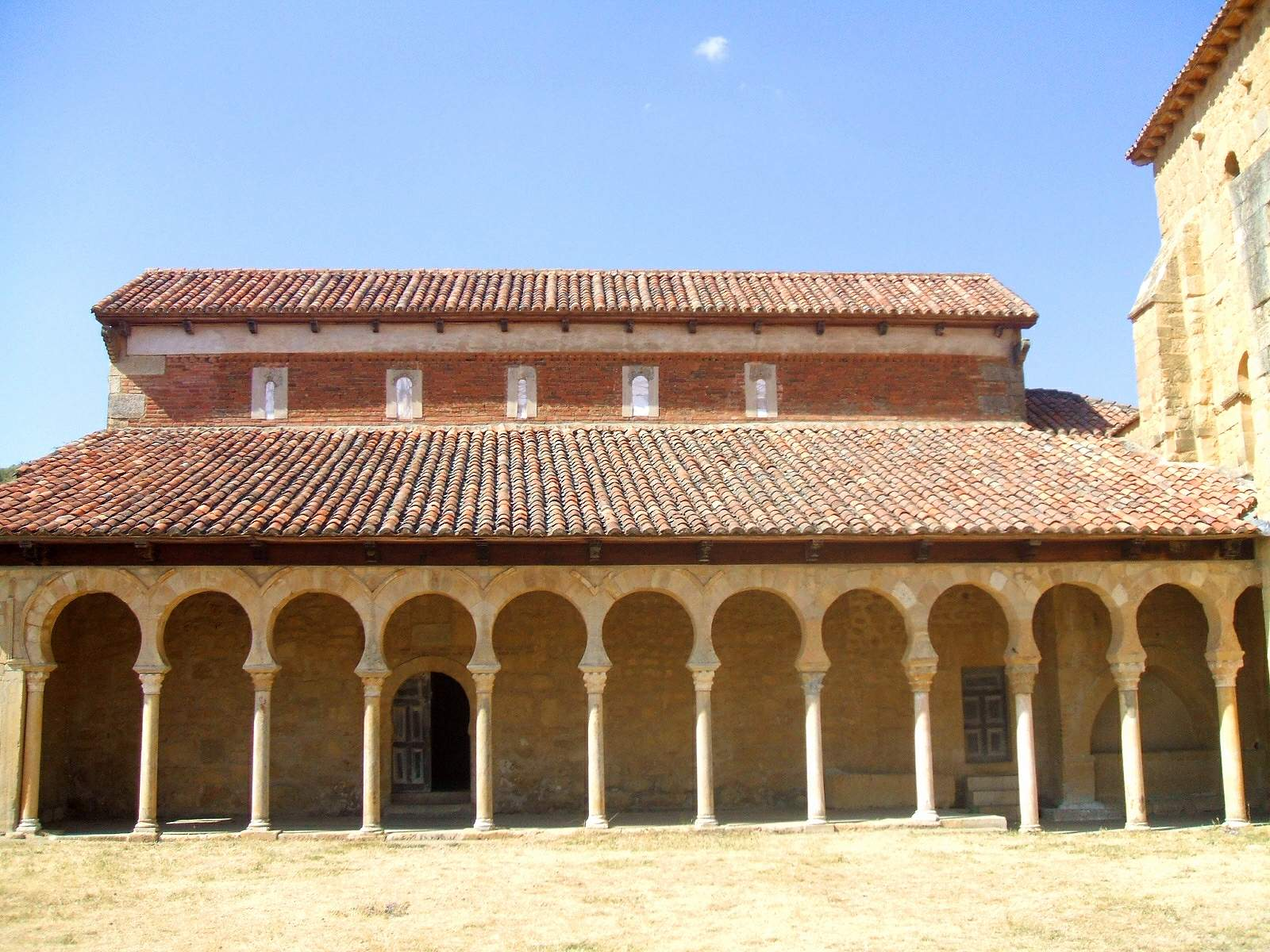
ポルチコ

## 外観
プラン（右図参照）を見ると西に正面をもつ西構えのバシリカ式教会堂に見えるが、南に張り出したポルチコが正面である。一方で日本学術振興会の特別研究員であり工学博士の伊藤喜彦は論文の中で「典礼上は必ずしも正確な分類とは言えないが」とした上で便宜的に典型的な西構えのバシリカ式教会堂として扱っている。このポルチコはサン・ミゲル・デ・エスカラーダの特徴のひとつで、12連の馬蹄形アーチをもつ。モサラベの建築家によるものだけに、アーチの形状といい、正面の構えといい、モスクのような雰囲気である。ポルチコの工事は西側から着手され、円柱 7本分が930年-940年代に作られた。南面には円柱列の残り半分弱を占める東側と、その更に東に建つ11世紀後半の作になるロマネスクの鐘楼と祭室がある。祭室はSan Fructuoso（聖フルクトゥオソ、フルクトゥオーソ）にささげられたもの。柱列と塔の製作順はかつては塔、柱列東側の順と見られていたが、現在では発掘調査 の結果から見て、柱列の方を先に完成させた後に塔が増築されたと考えられている。柱列アーチの端が壁体でなく独立した円柱で終わる構成は水平応力に対する強度に難があるものの、この時代・地方の建築の特徴であると言える。柱頭に目を向ければ、建設年代ごとにデザインは統一感があるものの、西側と東側の柱列の境目の柱につく柱頭だけは東西のグループいずれとも異なったデザインが用いられている。いずれの柱頭もアバクス（Abacus、アバカス。柱頭の最上部にあり、アーチやアーキトレーブを受ける部材）を持ち、その上から馬蹄形アーチが立ち上がる。これは先行して建設された、教会堂内部にある内陣障壁（後述）に用いられたアーチがアバクスを欠くのと対照的である。

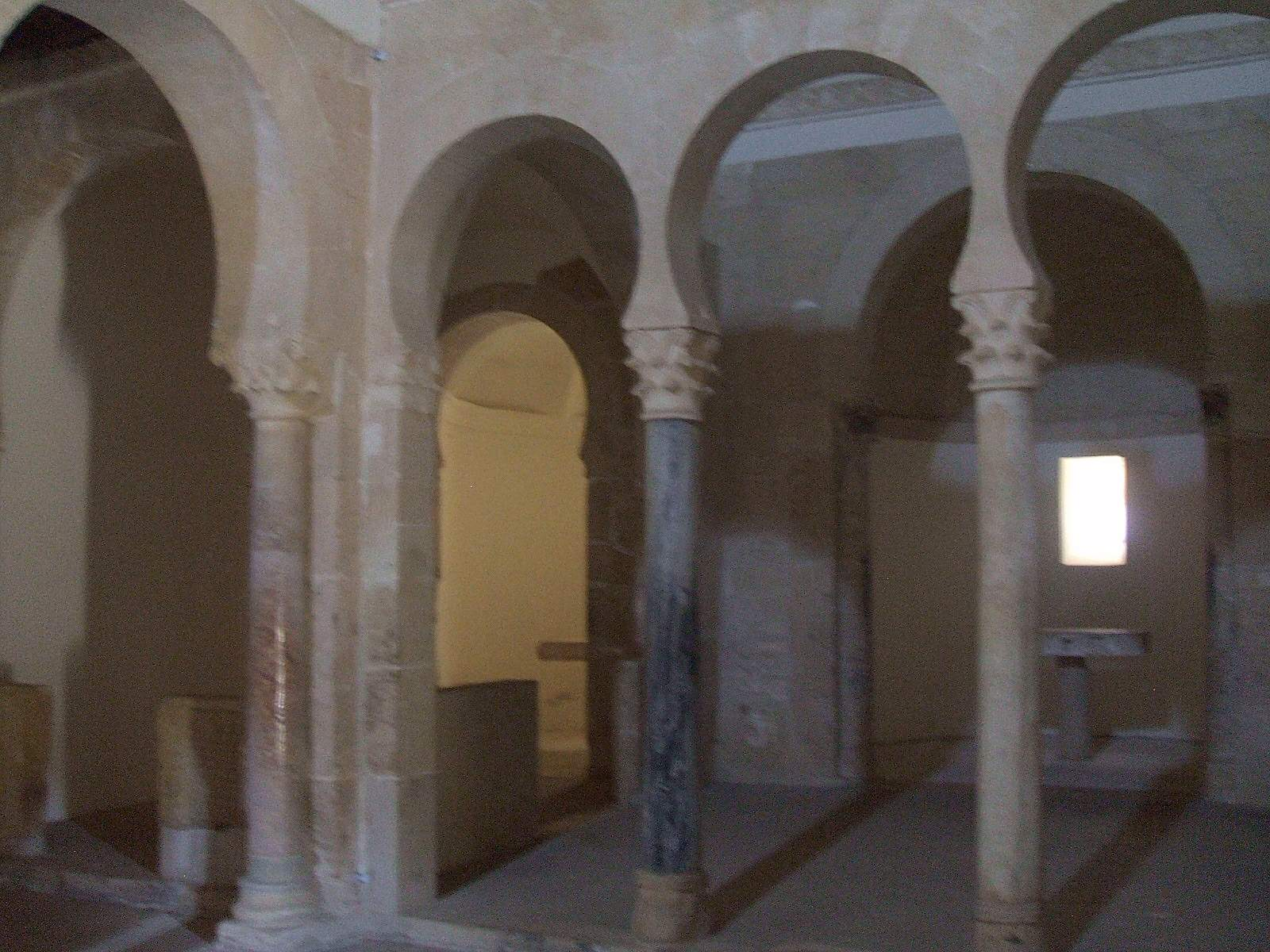
内陣障壁の柱頭はアバクスを欠く

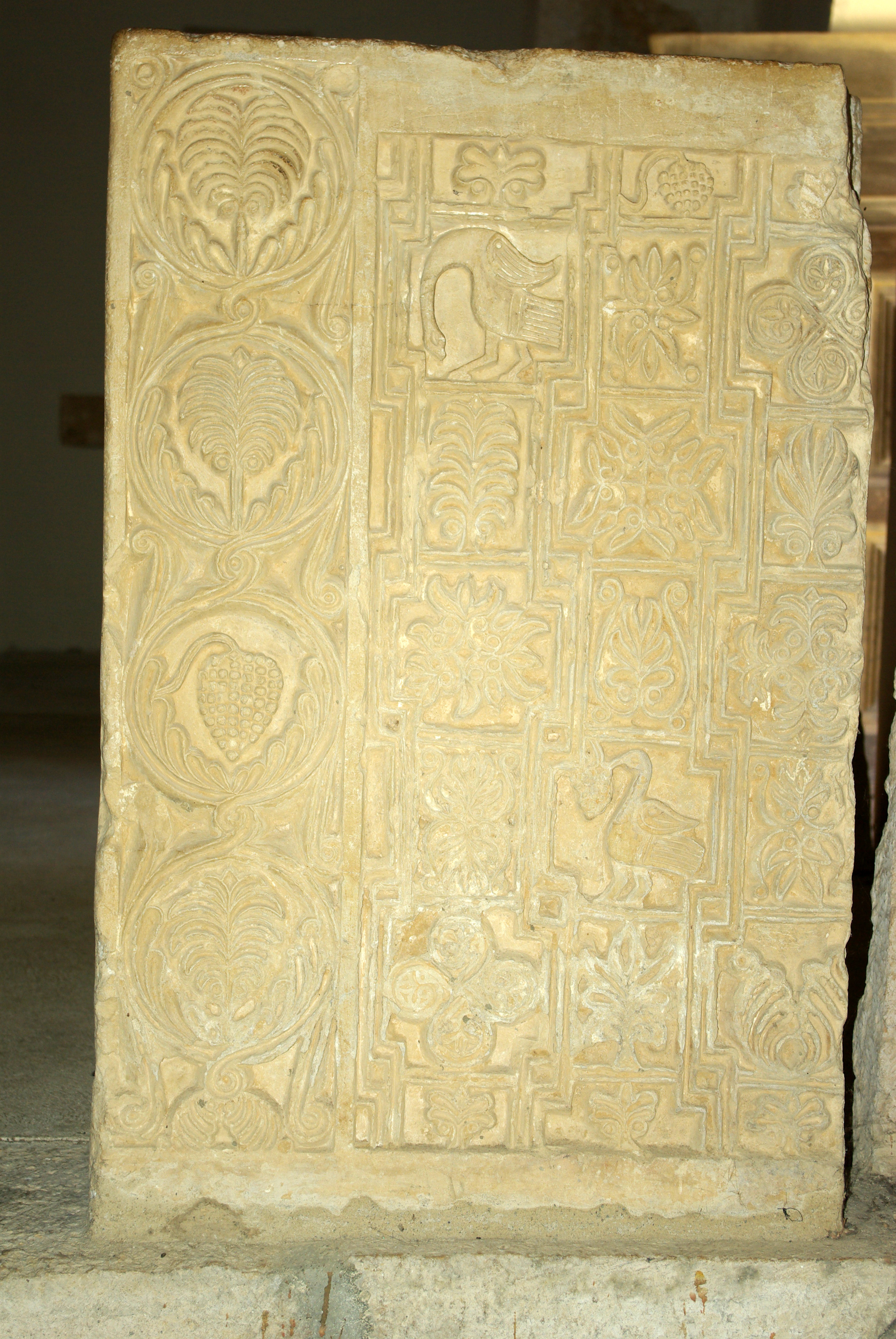
側廊側の内陣障壁に見られるアラベスク文様

## 内部
ポルチコの奥にある馬蹄形アーチの入り口から教会堂内部へ入ると、そこは外陣の側廊部分にあたる。身廊と一対の側廊をもつ三廊式で、それらを隔てる大アーケードのアーチも馬蹄形を見せる。アーチは5連で、それらを支える円柱の姿は一定でない。他の建築物の部材を流用したためである。身廊と内陣とを仕切る内陣障壁は2本の柱にかかる3連アーチを持ち、これも馬蹄形アーチが用いられている。柱頭がアバクスを欠き、すぐにアーチが立ち上がっているのも特徴。側廊と内陣との仕切りにはモサラベによるアラベスク文様が見られる。大小の後陣入り口も馬蹄形アーチであるが、そのプランもまた馬蹄形である。
外部のポルチコの柱頭もそうであるが、様々な場所から流用された部材が含まれる。多くはモサラベの彫刻家の手になる新造品であったが、西ゴートや、アストゥリアスの建築物から転用されたものもある。

## アクセス
電車はないので車や徒歩で行く事になる。レオンよりN-601号線を南東のバリャドリッド方面へ向かい、15キロメートルほどで至る Villarente（ビジャレンテ、ビリャレンテ）にてLE-213号線をとり北東へ。10キロメートルほど進んだらわき道へ入り5キロメートルほど行くと到着する。